# Byrrhidium
Byrrhidium là một chi bọ cánh cứng thuộc họ Scarabaeidae.